# Геллігар
Гелліга́йр (валл. Gelligaer) — місто на південному сході Уельсу, в області Карфіллі.
Населення міста становить 17 185 осіб (2001).